# Walachin Oxbows Park
Walachin Oxbows Park är en park i Kanada.   Den ligger i provinsen British Columbia, i den södra delen av landet, 3 400 km väster om huvudstaden Ottawa. Walachin Oxbows Park ligger 336 meter över havet.
Terrängen runt Walachin Oxbows Park är huvudsakligen kuperad, men söderut är den bergig. Walachin Oxbows Park ligger nere i en dal som går i öst-västlig riktning. Trakten runt Walachin Oxbows Park är nära nog obefolkad, med mindre än två invånare per kvadratkilometer.. Närmaste större samhälle är Savona, 6,5 km öster om Walachin Oxbows Park. 
I omgivningarna runt Walachin Oxbows Park växer i huvudsak barrskog.